# Liste des maires d'Uzerche
Cet article dresse une liste par ordre de mandat des maires d'Uzerche.

## Liste des maires
| Nom           | Nom                       | Période                    | Parti         | Notes |
| XVIIIe siècle | XVIIIe siècle             | XVIIIe siècle              | XVIIIe siècle | XVIIIe siècle |
| ------------- | ------------------------- | -------------------------- | ------------- | --- |
|               |                           | ???                        |               | |
| XIXe siècle   |                           |                            |               | |
|               |                           | ???                        |               | |
|               | Joseph Materre            | ???                        |               | Conseiller général du canton d'Uzerche (1853-1868) |
|               |                           | ???                        |               | |
|               | Martial dit Auguste Magne | 1893 - 1904                |               | Propriétaire tanneur, oncle de Raymond |
| XXe siècle    |                           |                            |               | |
|               | Alexis Breuil             | 1904 - 1912                |               | Notaire |
|               | Raymond Magne             | 1912 - 1919                |               | Tanneur |
|               | Théodore Verdier          | 1919 - 1929                |               | Médecin |
|               | Jacques Reinier           | 1929 - 1941                |               | Restaurateur, déchu de son mandat par le Régime de Vichy, |
|               | Paul Boyer-Chammard       | 1941 - avril 1944          |               | Avocat, nommé maire par le Régime de Vichy, président de délégation spéciale |
|               | Jean Degery               | avril 1944 - août 1944     |               | Adjoint « à défaut de maire », sous-officier de carrière |
|               | Émile Arvis               | août 1944 - juillet 1945   |               | Ingénieur des ponts et chaussées, président du Comité Libération puis maire |
|               | Louis Chastang            | juillet 1945 - 1961        |               | Employé SNCF |
|               | Joseph Pradeaux           | 1961 - 1971                |               | Ouvrier qualifié |
|               | Antoine Besse             | 1971 - 1977                | UDR           | Professeur retraité Conseiller général du canton d'Uzerche (1973-1979) |
|               | Marcel Lamiche            | 1977 - 1983                | PCF           | Artisan serrurier Conseiller général du canton d'Uzerche (1979-1985) |
|               | Georges Guillaumou        | 1983 - 1995                | RPR           | Directeur d'usine |
|               | Valentin Larivière        | 1995 - 2001                | RPR           | Inspecteur central des PTT Conseiller général du canton d'Uzerche (1985-1998) |
| XXIe siècle   |                           |                            |               | |
|               | Sophie Dessus             | 18 mars 2001 - 3 mars 2016 | PS            | Députée de la 1re circonscription de la Corrèze (2012-2016) Conseillère générale du canton d'Uzerche (1998-2015) Présidente de la CC du Pays d'Uzerche Décédée en cours de mandat |
|               | Jean-Paul Grador          | Depuis le 3 mars 2016      | PCF           | 1er Adjoint au maire (2001-2016) |